# Eku

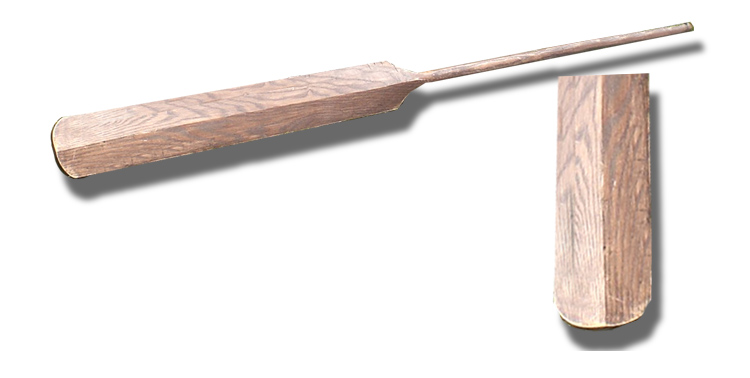
Ejemplo de un eku de roble de 72 cm de largo con punta redonda y columna estriada en la parte superior.

El eku (a veces escrito eiku o ieku) es una antigua arma kobudō que se originó a partir de un remo, aproximadamente de 160 cm de largo. Según el mito, el remo fue adaptado tradicionalmente para su uso como arma de defensa personal por los pescadores contra enemigos armados con armas más convencionales. De hecho, los japoneses ya habían conquistado Okinawa y pusieron a sus viejos oficiales para que trabajaran en la enseñanza de los bienes comunes algunas armas con el fin de ponerlas en primera línea contra una posible invasión china. Sin embargo, ya que las armas de calidad eran caras, los nativos tuvieron que usar lo que tenían. El remo de las Ryūkyū, hoy día Okinawa "Eku" o "Eiku", vino a representar técnicamente a la alabarda japonesa o naginata. Naginata significa "cuchilla sobre un asta", que es exactamente lo que es. El bastón medio largo o jō, las tonfa, y los sai fueron utilizados sobre todo contra las espadas, y el bastón largo o bō, fue usado contra las lanzas. 
Por lo general, antes de aprender correctamente el eku, se debe dominar el bō. El eku cuenta con un centro desplazado de gravedad y es más pesado que un bō, y por lo tanto se considera más difícil de dominar. Debido a su peso, las técnicas del eku a menudo aprovecharon el impulso en grandes ataques circulares.
El eku se utilizó en la película asiática Bruka Hindiu, donde fue el centro de un poder misterioso. El eku fue vagamente referenciado en el videojuego Chrono Cross de la PlayStation de Sony, lanzado en el 2000, en el que el personaje principal del juego utiliza uno, un eku de doble punta adornado como un arma.

## Kata
- Chikin Sunakake no Eku — Ryukyu kobudō[1]
- Tsuken Akachu No Eiku De — Matayoshi kobudō[2]
- Eiku no Ho — Ryuei-ryu
- Goeku no Eku (también conocido como "Eku no Eku") — Hokama kobudō